# Nika Toerbina

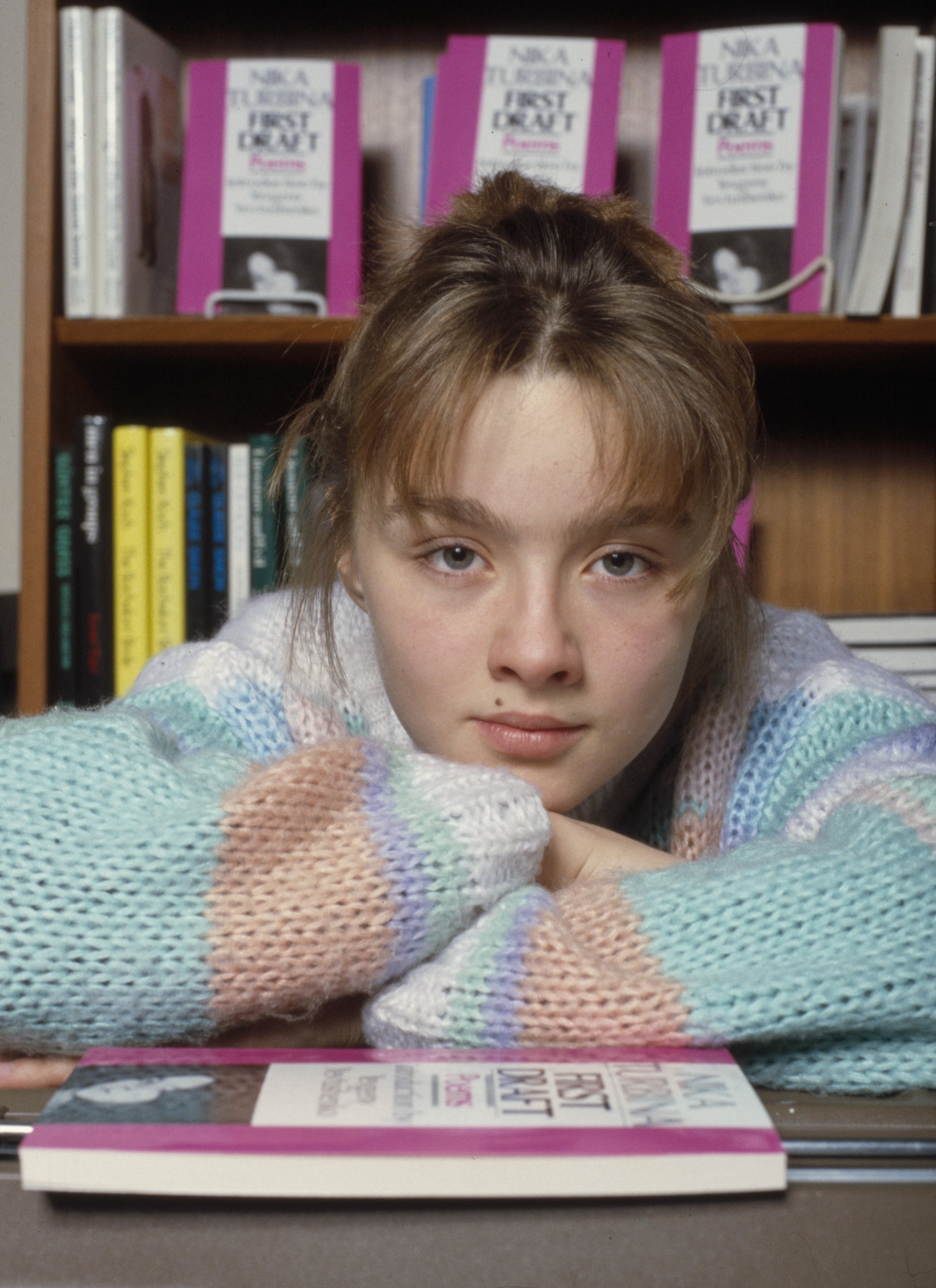
Nika Toerbina in 1987

Nika Georgievna Toerbina (Jalta, 17 december 1974 - Moskou, 27 mei 2002), was een Russische dichteres en wonderkind. Toerbina begon op zesjarige leeftijd gedichten te schrijven en debuteerde op tienjarige leeftijd in 1984. Van een langspeelplaat waarop zij uit haar eigen werk reciteerde werden in de voormalige Sovjet-Unie meer dan dertigduizend exemplaren verkocht.
In 1984 verscheen haar eerste bundel Mijn leven is een schetsblad. De inleiding was geschreven door Jevgeni Jevtoesjenko (1932-2017). Toerbina's werk is vertaald naar het Engels, Duits, Frans, Italiaans en Nederlands.
Toerbina viel op 27 december 2002 in Moskou uit het raam op de vijfde verdieping van haar woning en stierf aan haar verwondingen.